# Burleson megye
Burleson megye az Amerikai Egyesült Államokban, azon belül Texas államban található. Megyeszékhelye és legnagyobb városa Caldwell. Lakosainak száma 17 642 fő (2020. április 1.). Burleson megye Robertson, Brazos, Washington, Lee és Milam megyékkel határos.

## Népesség
A megye népességének változása:
| Lakosok száma | 17 210 | 17 236 | 17 316 | 17 169 | 17 460 | 17 642 |
|               | 2010   | 2011   | 2012   | 2013   | 2015   | 2020   |